# Dominika na zimowych igrzyskach olimpijskich
Reprezentacja Dominiki na zimowych igrzyskach olimpijskich po raz pierwszy wystartowała podczas igrzysk w Soczi w 2014 roku. Wtedy to zgłoszono 2 zawodników, z czego tylko jeden wystartował, ale nie ukończył konkurencji.
Jak dotąd reprezentanci Dominiki nie zdobyli ani jednego medalu.

## Klasyfikacja medalowa
| Miejsce    | Złoto | Srebro | Brąz | Razem |
| ---------- | ----- | ------ | ---- | ----- |
| 2014 Soczi | 0     | 0      | 0    | 0     |